# Błyszki
Błyszki (błr. Блышкі, Błyszki; ros. Блышки, Błyszki) – chutor na Białorusi, w obwodzie witebskim, w rejonie głębockim, 5 km na południe od Głębokiego. Wchodzi w skład sielsowietu Koroby.

## Historia
W okresie międzywojennym zaścianek Błyszki leżał w granicach II Rzeczypospolitej w gminie wiejskiej Głębokie, w powiecie dziśnieńskim, w województwie wileńskim. Na mapie Wojskowego Instytutu Geograficznego z 1932 roku został oznaczony jako Błyżki.
Według Powszechnego Spisu Ludności z 1921 roku zamieszkiwało tu 18 osób, wszystkie były wyznania rzymskokatolickiego i zadeklarowały białoruska przynależność narodową. Były tu 3 budynki mieszkalne. W 1931 w 3 domach zamieszkiwało 13 osób.
Wierni należeli do parafii rzymskokatolickiej w Dzierkowszczyźnie i prawosławnej w Głębokiem. Miejscowość podlegała pod Sąd Grodzki w Głębokiem i Okręgowy w Wilnie; właściwy urząd pocztowy mieścił się w Głębokiem.
Po agresji ZSRR na Polskę w 1939 roku wieś znalazła się pod okupacją sowiecką, w granicach BSRR. W latach 1941–1944 była pod okupacją niemiecką. Następnie leżała w BSRR. Od 1991 roku w Republice Białorusi.